# Grahamisia striata
Grahamisia striata är en stekelart som beskrevs av Karl-Johan Hedqvist 1969. Grahamisia striata ingår i släktet Grahamisia och familjen puppglanssteklar. Inga underarter finns listade i Catalogue of Life.